# Rechthalten
Rechthalten (fr. Dirlaret, gsw. Rächthaute, frp. Drelarè) – gmina (fr. commune; niem. Gemeinde) w Szwajcarii, w kantonie Fryburg, w okręgu Sense. 

## Demografia
W Rechthalten mieszka 1 106 osób. W 2020 roku 4,4% populacji gminy stanowiły osoby urodzone poza Szwajcarią.